# Monteolivete

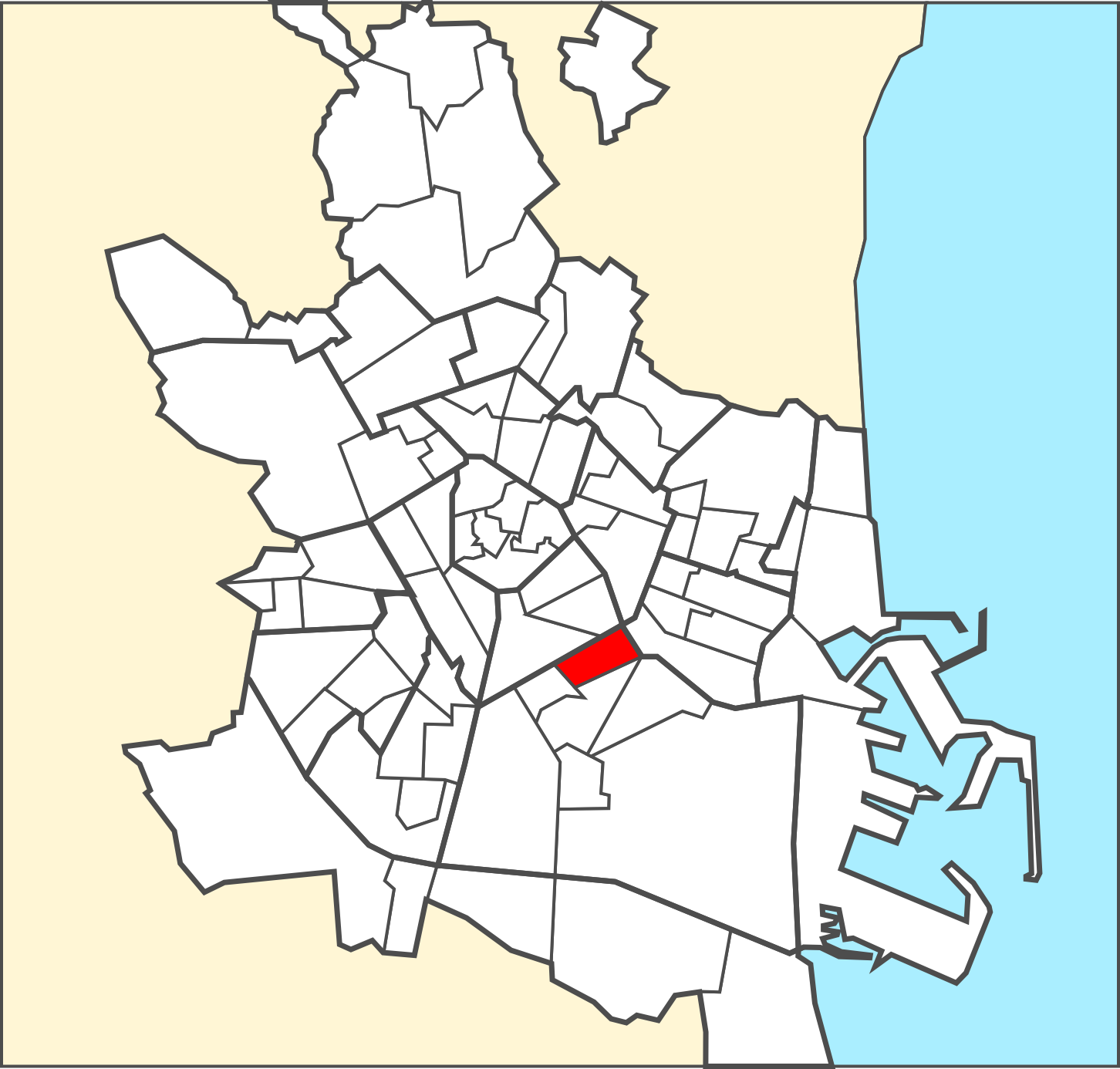
Localización del barrio en Valencia.

Monteolivete (Montolivet oficialmente y en valenciano) es un barrio de la ciudad de Valencia (España), perteneciente al distrito de Quatre Carreres. Se encuentra al sureste de la ciudad y limita al norte con Gran Vía, al este con Penya-Roja, al sur con Na Rovella y al oeste con Ruzafa y En Corts. Su población en 2022 era de 19.204 habitantes.

## Historia

### Siglos XV a XVIII
Se tiene constancia de que al menos en el siglo XV ya existía una ermita dedicada a la Virgen de Mont Olivet (traducido al español, monte olivito). Sobre la construcción de ésta existen diversas leyendas, ninguna de las cuales se ha confirmado. Una dice que fue en tiempos de la Reconquista que los soldados levantaron una pequeña ermita que dio nombre a la partida. Otra, ya del siglo XIII o XIV, cuenta lo siguiente:

Un vecino de Ruzafa, Pedro Aleixandre, tras ser derrotado en el ejército de cruzados en el que militaba por tierras de Palestina, cayó prisionero permaneciendo en esclavitud de los musulmanes. Logró escapar Aleixandre y en la huida, a través de caminos tan lejanos de su patria, llegó extenuado hasta un olivo, bajo el cual descansó, aclamándose a la protección de la Santísima Virgen, mereciendo el que se le apareciese una imagen de Nuestra Señora sobre dicho olivo. Quedóse dormido, y al despertar del siguiente día descubrió con inmensa alegría y sorpresa que se hallaba en las huertas de su Ruzafa, junto al olivo sobre el cual estaba el cuadro de la Virgen que se le había aparecido milagrosamente. [...] Esparcióse luego en Ruzafa la noticia de esta aparición, y las autoridades, clero y millares de personas dispusieron la traslación de la imagen al pueblo, en cuya iglesia parroquial, por ocho días consecutivos, se festejó y obsequió a la Virgen con invocación de Monte Olivete. Pasado este tiempo [...] tornóse la Santa Imagen a buscar su nicho en el olivo, por donde convinieron todos en que allí en el mismo punto del hallazgo era donde debía venerarse. En breve, con las dádivas de los devotos, levantóse un casalicio, en cuya construcción se señalaron piadosamente todos los vecinos, y con especialidad los pescadores del Palmar [...].
Cruilles, S., marqués de (1876). Guía Urbana de Valencia Antigua y Moderna I. Valencia: José Rius. p. 288-289.

Independientemente de la causa por la cual se levantara el templo, se sabe que éste se levantaba en el lugar donde actualmente se sitúa la iglesia de Nuestra Señora de Monteolivete, que tenía anexa una habitación para un ermitaño, y que eclesiásticamente pertenecía la parroquia de San Valero de Ruzafa. En cuanto a la partida de Monteolivete, históricamente abarcaba un territorio más extenso que el del actual barrio, extendiéndose por la práctica totalidad de los barrios actuales de Na Rovella y de la Ciudad de las Artes y las Ciencias y por parte del barrio de La Punta. Por él discurría la Carrera del Río, entre Ruzafa y Nazaret, una de las cuatro que vinieron a conformar el distrito de Quatre Carreres. Ya que era un paraje amplio y tranquilo, se estableció en unas barracas junto a la ermita una pequeña hospedería en la que debían permanecer marineros y navegantes procedentes de países en los cuales había alguna epidemia. No obstante, en 1720 se decidió que dicho lazareto estaba situado demasiado cerca de la ciudad de Valencia y se efectuó su traslado a la parte derecha de la desembocadura del río Turia, donde posteriormente aparecería el poblado de Nazaret. En 1767 la ermita amenazaba ruina por lo que el clero de Ruzafa decidieron demolerla y construir un nuevo templo de mayor porte y tamaño.

### SiglosXIXyXX

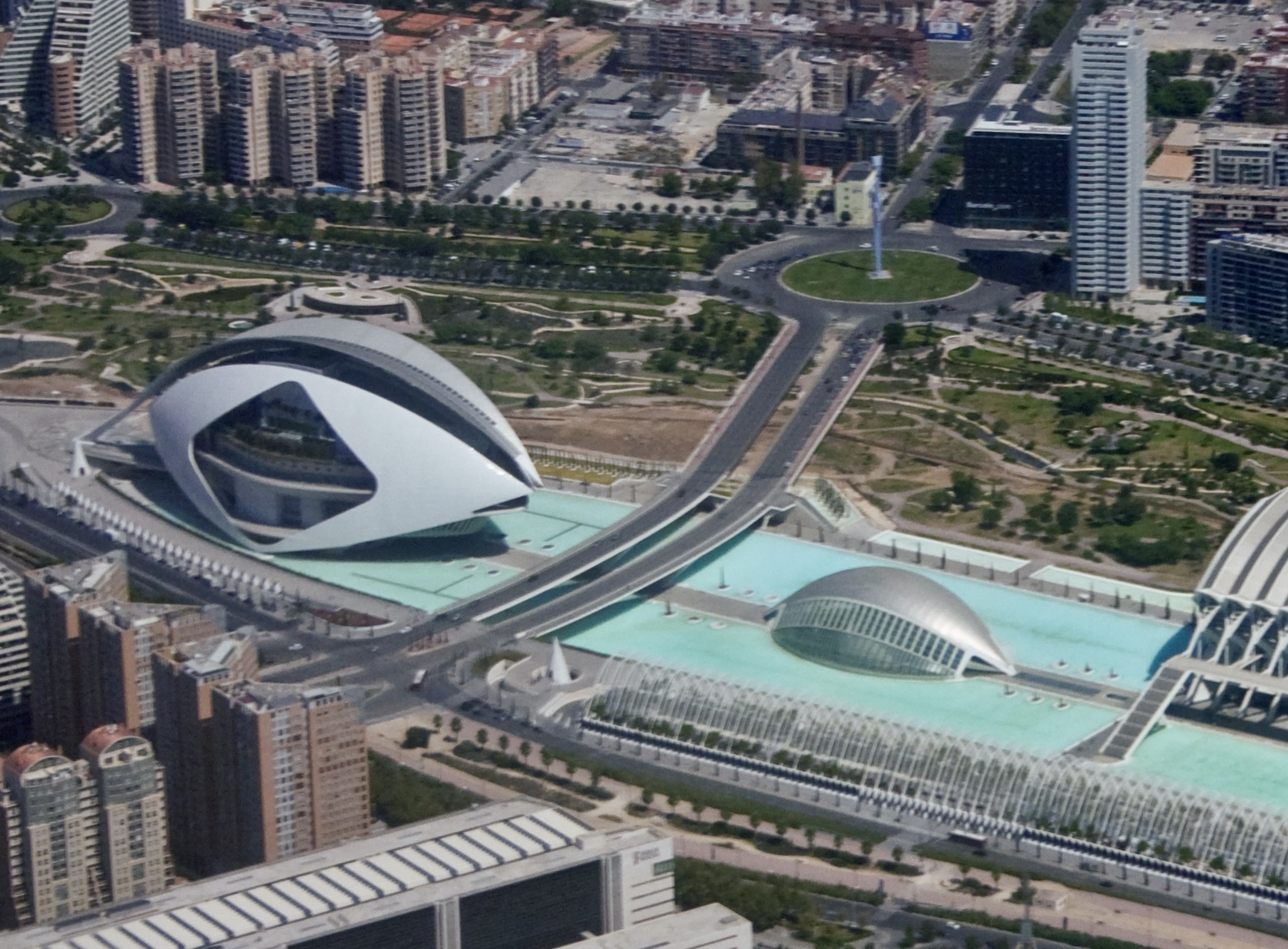
Vista aérea del puente de Monteolivete con la Ciudad de las Artes y las Ciencias.

En 1877 Monteolivete, junto con todo el territorio del antiguo municipio de Ruzafa, pasó a formar parte del término municipal de Valencia. Ya por aquel entonces la Carrera del Río se convirtió en un popular lugar de paseo entre la capital y las playas de Nazaret, como describe Orellana en 1924:

Mont-Olivet, fuera de la ciudad [...] es una de las salidas más acomodadas para un bello rato de solaz y recreación porque presentando una amena y florida carrera de media hora de paseo, por un lado el río, por otro lado la verdura de la campaña y huerta, remata en un óvalo done hay una ermita de la que dicho paseo toma el nombre por venerarse en ella una imagen de la Virgen con dicha invocación de Nuestra Señora de Monte Olivete, que vulgarmente decimos La Mare de Deu de Mont Olivet.
Valencia Antigua y Moderna

La riada de 1957 inundó totalmente el barrio.
Hasta bien entrado el siglo XX Monteolivete era una zona de población dispersa, pero desde la década de 1960 se ha visto integrado en el entramado urbano de la ciudad. En 1979, se derribó una buena parte del antiguo caserío durante la construcción de la autovía del Saler, desapareciendo la práctica totalidad con la construcción de las nuevas edificaciones, que han ocupado totalmente el espacio de las huertas.

## Patrimonio
- Iglesia de Nuestra Señora de Monteolivete (Església de la Mare de Déu de Mont-Olivet): Se edificó entre 1767 y 1771 en estilo neoclásico. Consta de una nave con planta de cruz latina, teniendo la fachada flanqueada por dos torres gemelas de base cuadrada.[3] En su interior destaca el icono de Nuestra Señora de Monteolivete, presidiendo el altar mayor sobre un pequeño olivo que le sirve de peana. En 1826 se instalaron en la ermita los monjes de la Congregación de San Vicente de Paúl, que tuvieron que abandonarla en 1835 dadas las leyes de desamortización. Finalmente, el 15 de julio de 1941 se erigió en parroquia independiente, por decreto del arzobispo de Valencia, Prudencio Melo.[3]

## Cultura
- Museo Fallero: Está situado en el antiguo convento de la Congregación de San Vicente de Paúl y conserva los ninots premiados cada año.[7]

- El Parque Gulliver dentro del Jardín del Turia está ubicado al lado del barrio.